# 埃科 (阿拉巴馬州)
埃科（英語：Echo）是一個位於美國阿拉巴馬州戴爾縣的非建制地區。該地的面積和人口皆未知。

## 地理
埃科的座標為31°28′33″N 85°27′57″W / 31.47583°N 85.46583°W，而該地最高點為海拔高度138米（即453英尺）。